# 庫特諾
庫特諾（[ˈkutnɔ]）是位於波蘭中部的城市，約有4萬名居民。自1999年起屬羅茲省，在1975年至1998年期間屬普沃茨克省。庫特諾是重要的鐵路運輸中心。

## 地理
庫特諾位於波蘭地理中心點的西北方20公里，以及華沙往西112公里。

## 外部連結
- Website of Kutno mayority
- Kutno – eKutno.pl city news center （页面存档备份，存于）
- Kutno Culture Center
- Kutno – information center （页面存档备份，存于）
- Shtetl Kutno (English and Polish)
- Photos of 1939 Kutno Jewish Ghetto
- Jewish Kutno Memorial (English, French, Spanish and Hebrew) （页面存档备份，存于）